# Граубюнден
Граубю́нден, или Гризо́н (нем. Graubünden, итал. Grigioni, ломб. Grisun, романш. Grischun, фр. Grisons) — кантон на юго-востоке Швейцарии, самый большой по территории. Административный центр — город Кур. Население — 198 329 человек (данные на 2018 год).

## География
Площадь — 7105 км² (1-е место среди кантонов).

## История
Во времена Римской империи территория современного Граубюндена входила в провинцию Реция. Великое переселение народов мало затронуло эти земли; сохранились язык и древнее народонаселение. В VI веке Реция была завоёвана Франкским королевством; при Карле Великом распалась на несколько графств, в X веке присоединилась к Алемании и впоследствии разделилась на множество светских и духовных областей, из которых самым большим было епископство Кур. Льготами, данными городу Куру и крестьянским общинам, было положено начало демократическому развитию страны.
Кантон Граубюнден как политическое образование берёт своё начало от союза трёх лиг — объединений общин, феодальных владений и других мелких образований, возникших в Средние века. В XIV веке епископ Пётр хотел передать светскую власть австрийским Габсбургам, но встретил противодействие в общинах, сплотившихся в Союз Дома Божьего (Gotteshausbund), вскоре начавший вместе с епископом принимать участие в правлении. В XV веке этот союз соединился с двумя другими: Союзом Десяти Сообществ (Zehngerichtenbund), и Верхним, или Серым (Graue Bund). Название последнего, происходящее от распространённой в те времена среди местных жителей серой домотканой одежды, в дальнейшем дало название кантону в целом (grau по-немецки «серый»).
В XVI веке все представители владетельных домов вымерли. Области, получив самостоятельное управление, образовали союзы, которых было три. Кроме трёх отдельных собраний, было одно общее, а для текущих дел — конгресс (Beitag) из трёх глав союзов и девяти депутатов. Однако решения собрания входили в силу лишь по утверждении большинством общин. В XV веке для обороны от Австрии был заключён «вечный дружеский союз» с Швейцарским союзом.
Реформация проникла сюда в 1521 году и повлекла за собой падение светской власти епископа и провозглашение свободы вероисповедания. В 1524 году три лиги объединились в Свободную Страну Трёх Лиг, которая просуществовала вплоть до завоевания Швейцарии Наполеоном в конце XVIII века. К тому же времени относится установление союза между Тремя лигами и Швейцарской конфедерацией.
В XVI—XVII веках Граубюнден страдал от борьбы партий: австрийской — католической и французской — реформатской. В 1620 году, после избиения протестантов, разгорелась гражданская война, и страна подпала бы под владычество Австрии, если бы патриоты во главе с Георгом Йеначем не отстояли её независимость.
В 1512—1797 годах под контролем Граубюндена находилась Вальтеллина — плодородная и стратегически важная область на севере Италии. Во время Тридцатилетней войны (1618—1648) Граубюнден вёл продолжительную борьбу за Вальтеллину с Испанией и Габсбургами. Французская революция снова застала борьбу партий. В 1797 году по преимуществу итальянское население этой области при содействии войск революционной Франции (в ходе первого итальянского похода Наполеона Бонапарта) восстало, после чего Вальтеллина была присоединена к созданной французами Цизальпинской республике.
В 1798 году сам Граубюнден был присоединён Францией, как кантон Реция, к Гельветической республике, в состав которой вошли и территории современной Швейцарии. Народ воспротивился этому, обратился за помощью к Австрии; несколько лет Граубюнден служил театром войны для австрийских, французских и русских войск.
После издания в 1803 году Наполеоном Акта посредничества, устанавливавшего политическое устройство Швейцарии как федеративного государства под его верховным контролем, Граубюнден стал одним из швейцарских кантонов, сохранив во многом прежнюю самостоятельность. После изгнания из Швейцарии наполеоновских войск и заключения швейцарскими кантонами 7 августа 1815 года нового союзного договора, Граубюнден остался в её составе. Во время Венского конгресса Граубюнден тщетно старался получить от Австрии свои прежние итальянские провинции. Конституция 1820 года не отняла у общин их автономии. Конституция 1854 года несколько усилила центральную власть, но в 1880 году был восстановлен референдум.

## Административное деление

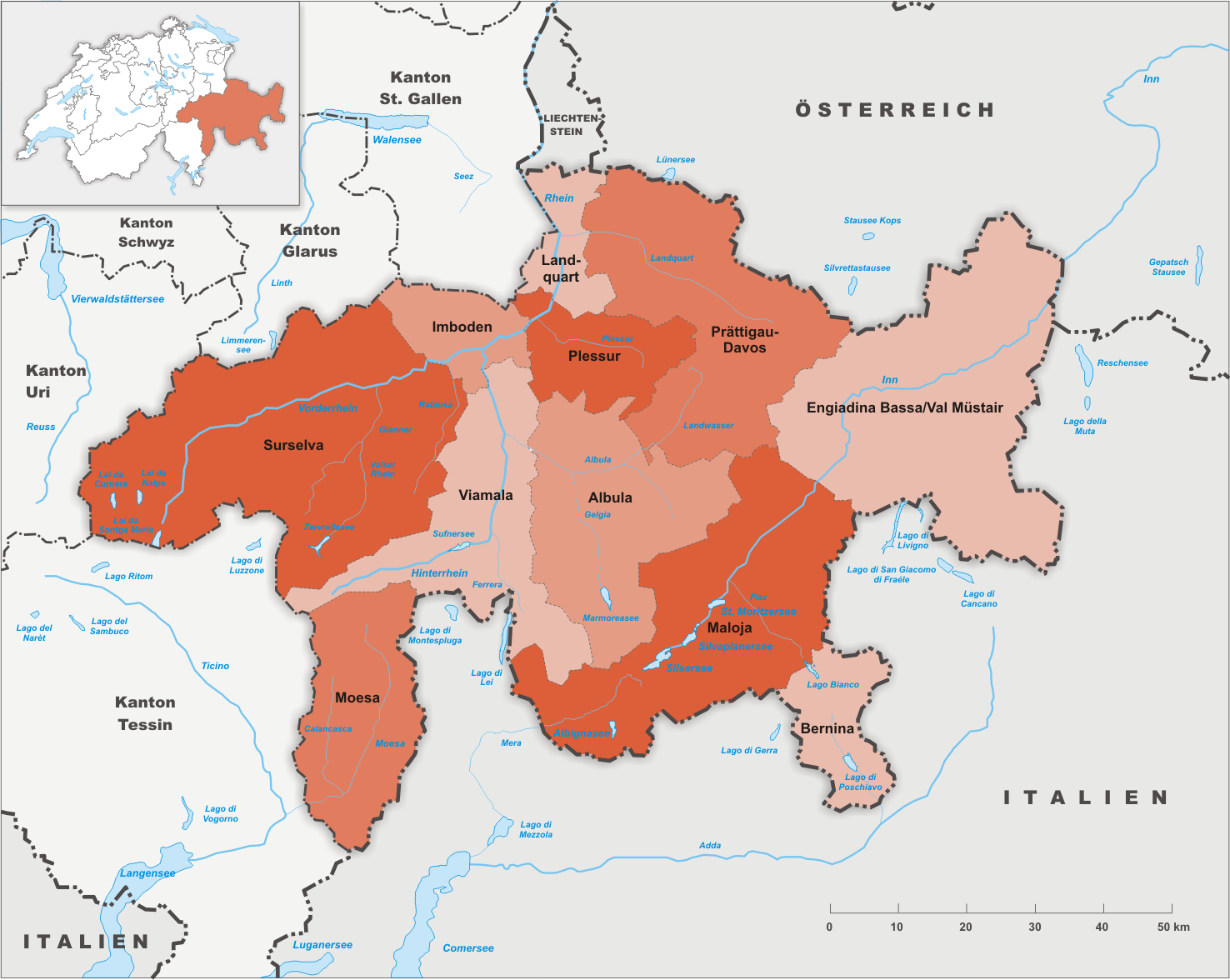
Регионы Граубюндена

До 2015 года кантон Граубюнден делился на 11 округов (нем. Bezirk), которые, в свою очередь, делились на районы (нем. Kreis). C 1 января 2016 года округа были заменены 11 регионами (нем. Region), а районы были упразднены.
По состоянию на 2021 год в Граубюндене 112 коммун.
| Регион                       | Центр                         | Коммуны | Структура до 2015 года                      |
| ---------------------------- | ----------------------------- | ------- | ------------------------------------------- |
| Альбула                      | Тифенкастель (Альбула/Альвра) | 7       | округ Альбула, кроме коммуны Муттен         |
| Бернина                      | Поскьяво                      | 2       | округ Бернина                               |
| Виамала                      | Тузис                         | 25      | округ Хинтеррайн + коммуна Муттен           |
| Имбоден                      | Домат-Эмс                     | 7       | округ Имбоден                               |
| Ландкварт                    | Ландкварт                     | 8       | округ Ландкварт, кроме коммуны Хальденштайн |
| Малоя                        | Самедан                       | 12      | округ Малоя                                 |
| Моэза                        | Ровередо                      | 12      | округ Моэза                                 |
| Плессур                      | Кур                           | 6       | округ Плессур + коммуна Хальденштайн        |
| Преттигау-Давос              | Клостерс                      | 11      | округ Преттигау-Давос                       |
| Сурсельва                    | Иланц (Иланц-Глион)           | 17      | округ Сурсельва                             |
| Энджадина-Басса/Валь-Мюштайр | Шкуоль                        | 5       | округ Инн                                   |

## Население и языки

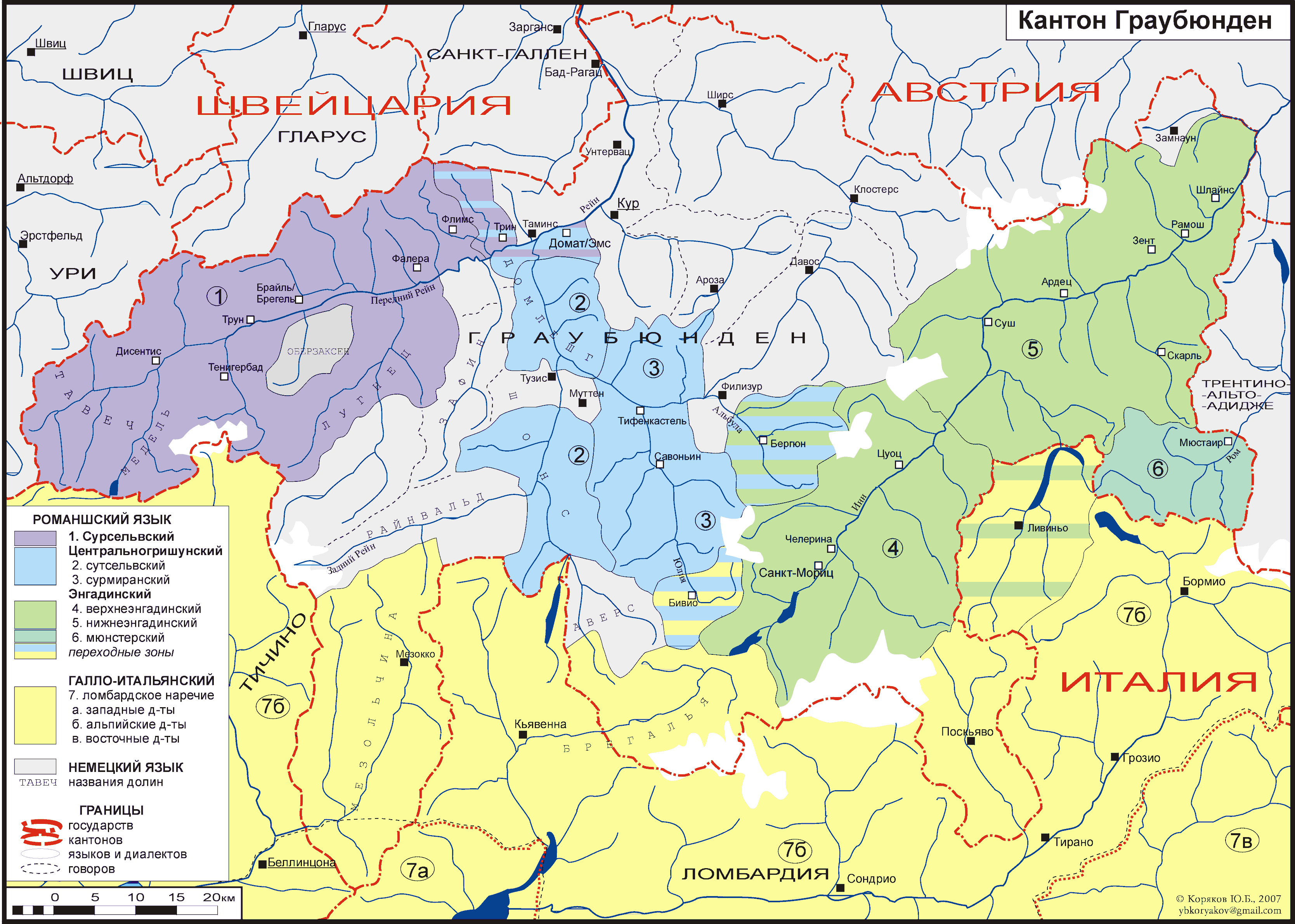
Языки кантона Граубюнден и сопредельных территорий

Граубюнден является самым многоязычным кантоном Швейцарии. Помимо немецкого и итальянского (точнее ломбардского наречия галло-итальянского) именно в нём распространён четвёртый национальный язык Швейцарии — романшский.
В округах Ландкварт, Плессур и Преттигау-Давос преобладают немцы (германошвейцарцы).
Итальянцы (италошвейцарцы) преобладают в округах Моэза и Бернина, районе Брегалья округа Малоя и коммуне Бивио района Зурзес округа Альбула. В округе Моэза преобладает тичинский диалект ломбардского языка. В округе Бернина преобладает киавенский диалект ломбардского языка. В районе Брегалья округа Малоя и коммуне Бивио района Зурзес округа Альбула преобладает вальтеллинский диалект ломбардского языка, при этом на вальтеллинском диалекте и киавенском диалекте ломбардского языка говорят также в провинции Сондрио области Ломбардия Италии.
Население округа Инн, (кроме коммуны Замнаун в которой преобладает баварский язык), района Верхний Энгадин округа Малоя, округа Альбула (кроме коммуны Визен района Бергюн и коммуны Шмиттен района Бельфорт, теперь и в коммуне Филизур района Бергюн, районов, в которых большинство населения немцы), округа Сурсельвы (кроме района Зафин, коммуны Оберзаксен района Руйс, коммун Валендас и Ферзам района Иланц, коммун Вальс и Санкт-Мартин района Лумнеция-Лугнец в которых преобладают немцы), района Рецюнс (кроме коммуны Бонадуц в настоящий момент с преимущественно немецким населением), округа Имбоден, района Шамс округа Хинтеррайн — в основном романши. В XIX веке романши также преобладали в районе Домлешг и в районе Тузис (кроме коммун Чаппина, Урмайн, Мазайн и Тузис, в которых преобладали немцы). В районе Тринс округа Имбоден в коммунах Таминс и Фельсберг преобладают немцы, а в коммунах Флимс и Трин — романши.
Большинство верующих в округах с преобладанием итальянцев и романшей — католики, в округах с преобладанием немцев — протестанты.

## Достопримечательности

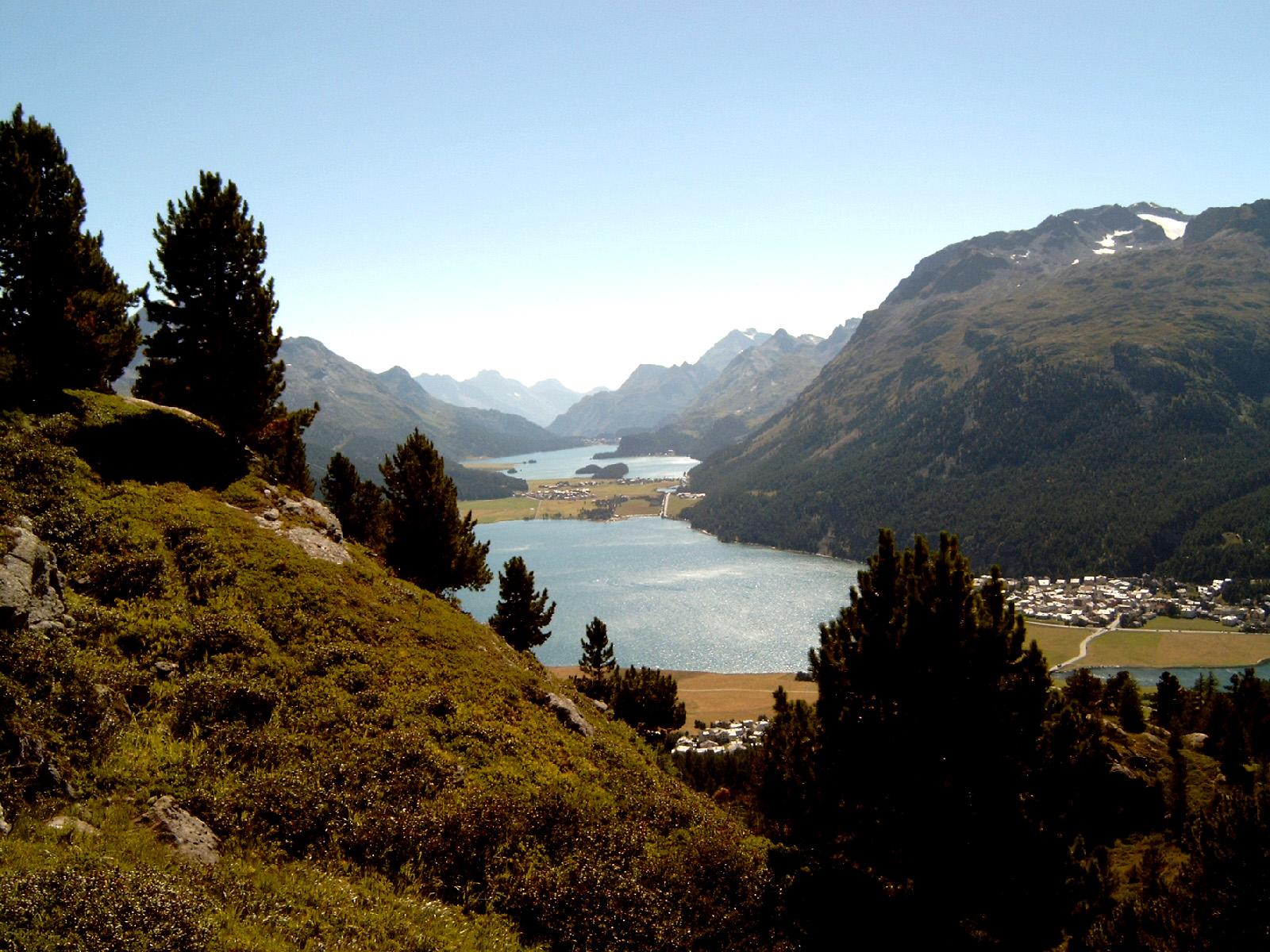
Горная долина в Граубюндене

В кантоне находится единственный в Швейцарии национальный парк. В кантоне расположен знаменитый курорт Давос.
Расположенный в Мюстаире (округ Инн) Бенедиктинский монастырь святого Иоанна (романш. Claustra Son Jon) включён в список Всемирного наследия ЮНЕСКО.
Узкоколейная Ретийская железная дорога, части которой также являются объектами Всемирного наследия ЮНЕСКО. В частности, виадуки Шмиттентобель, Ландвассер, спиральный виадук в Брусио.
В кантоне расположена и известная частная школа Lyceum Alpinum Zuoz, выпускниками которой были многие отпрыски знаменитых фамилий Европы и Америки: Ханс-Адам II князь Лихтенштейна, Гетц Георг, Фердинанд Пиех, Thomas Gold, Карл Хайнц Бем и Джон Рапп.
В Граубюндене расположены сразу несколько известных замков. В том числе комплекс Маршлинc.
Кулинарные специалитеты Граубюндена — бюнденский ореховый торт, блюдо из картофеля малунс, говяжья ветчина Bündnerfleisch, голубцы из мангольда капунс.